# 커커다라시
커커다라시(중국어: 可克达拉市, 병음: Kěkèdálā Shì, 위구르어: كۆكدالا شەھىرى)는 중화인민공화국 신장 위구르 자치구의 자치구직할 현급시로 면적은 980km2, 인구는 80,000명(2015년 기준)이다. 2015년 3월 18일에 신설되었으며 이리 카자흐 자치주 직할령안에 위치한다.

## 행정 구역
3개 진, 5대 단을 관할한다.
- 진: 可克达拉镇, 界梁子镇, 佛尕善镇
- 단: 63团, 64团, 66团, 67团, 68团